# Neritilia manoeli
Neritilia manoeli es una especie de molusco gasterópodo de la familia Neritiliidae en el orden de los Cycloneritimorpha.

## Distribución geográfica
Es  endémica de Santo Tomé y Príncipe; introducida en Camerún.

## Hábitat
Su hábitat natural son: los ríos, junto al mar.

## Estado de conservación
Se encuentra amenazada por la pérdida de su hábitat natural.